# Juan Alquinga
Juan Alquinga – ekwadorski zapaśnik walczący w stylu wolnym. Srebrny medalista igrzysk boliwaryjskich w 1993 i brązowy w 2005 roku.